# Нагара-Мару (856)
Нагара-Мару (856) — корабель, який під час Другої світової війни брало участь у операціях японських збройних сил. 
Судно спорудили як вантажне в 1940 році на верфі Goshi Kaisha Urabe Zosen Tekkosho для компанії Sankyo Kaiun.  
12 вересня 1941-го «Нагара-Мару» реквізували для потреб Імперського флоту Японії, після чого починаючи з 24 вересня провели на верфі Niigata Iron Works його переобладнання у сітьовий загороджувач. Корабель отримав озброєння із однієї 76-мм гармати, одного 13,2-мм та одного 7,7-мм зенітних кулеметів, а також здатність приймати 24 глибинні бомби (під час війни також додали один 25-мм зенітний автомат). З 15 жовтня 1941-го «Нагара-Мару» включили до 54-го дивізіону мисливців за підводними човнами.
7 грудня 1941-го «Нагара-Мару» вийшов з Такао (наразі Гаосюн на Тайвані) в межах операції по оволодінню островом Батан у Лусонській протоці. 8 грудня (в день нападу на Перл-Гарбор, де ще було 7 грудня) японський загін здійснив успішну висадку десанту. Далі протягом майже всієї війни «Нагара-Мару» ніс конвойно-патрульну службу на сході Нідерландської Ост-Індії (з 10 березня 1942-го 54-й дивізіон відносився до 23-ї спеціальної військово-морської бази зі штабом у Макассарі на південно-західному півострові острова Сулавесі). 
18 – 20 листопада 1944-го «Нагара-Мару» супроводив з Балікпапану (центр нафтовидобутку на східному узбережжі Борнео) до Макассару транспорт «Еносіма-Мару». 22 листопада загін, охорону якого підсилили переобладнаний мисливець за підводними човнами «Шонан-Мару № 1» та переобладнаний патрульний корабель, рушив до Балікпапану, проте тієї ж доби унаслідок повітряної атки «Еносіма-Мару» отримав пошкодження, хоча й зміг повернутись до Макассару. Втім, невдовзі цей транспорт все-таки прибув до Балікпапану. 1 – 4 грудня «Нагара-Мару» знову супроводив «Еносіма-Мару» з Балікпапану до Макассару, а 17 – 20 грудня цей загін здійснив зворотній рейс (під час якого додаткову охорону забезпечував  «Шонан-Мару № 1»).
Опівдні 4 березня 1945-го «Нагара-Мару» у ролі транспорту вийшов в конвої з Сурабаї (головна база на сході острова Ява) до Макассару. Незавдовго до завершення тієї ж доби в Яванському морі за дві сотні кілометрів на північний схід від Сурабаї конвой почав переслідувати американський підводний човен USS Sea Robin. Спершу він потопив переобладнаний канонерський човен «Маньо-Мару» (також виконував функцію транспорту), а за сім годин по тому, коли вже наближався ранок 5 березня, знищив транспорт «Сою-Мару». Нарешті, за 17 хвилин після залпу по «Сою-Мару» з субмарини випустили три торпеди по «Нагара-Мару». Всі вони пройшли повз ціль, проте Sea Robin дав ще один триторпедний залп та зміг досягнути одного влучання. «Нагара-Мару» затонув, загинуло 4 члена екіпажу.